# Coebel
Coebel of Waddingsvliet was een kasteel in de Nederlandse stad Leiden, provincie Zuid-Holland.

## Geschiedenis
Het kasteel Waddingsvliet is in het tweede of derde kwart van de 15e eeuw op het grondgebied van Zoeterwoude gebouwd. De bouwheer was mogelijk Willem Heerman, een patriciër uit Leiden. Na zijn overlijden in 1465 kreeg zijn broer Aernd het kasteel in bezit. Aernd droeg het kasteel in 1466 op aan de heer van Polanen en kreeg het van hem weer in leen terug.
In 1482 werd Aernds kleinzoon Floris met Waddingsvliet beleend. Hij liet het in 1493 na aan zijn dochter Katrijn. Zij verkocht in 1521 het kasteel aan Hendrik Florisz, een aanzienlijke Leidse burger. Hendrik hield het kasteel echter niet voor zichzelf voor schonk het aan zijn dochter Vincentia (†1569). Zij huwde in 1527 Dirk Coebel (circa 1500-1587), baljuw in Den Haag.

### Dirk Coebel
Dirk Coebel verhuurde de ruim twee morgen aan gronden die bij het kasteel hoorden, aan de agrariër Mees Dircxz. Rond 1543 stond het kasteel leeg, maar Dirk bouwde vlakbij een kalkoven. Dit zorgde voor een conflict met de stad Leiden die het niet toe wilde staan dat hij zo dicht bij de stad een kalkoven bouwde. Uiteindelijk kwam het tot een proces bij de Grote Raad van Mechelen: Dirk Coebel verloor het proces en moest in 1547 zijn kalkoven afbreken. Hij deed dit echter niet, met nieuwe rechtszaken tot gevolg waarvan de uitslag onbekend is gebleven.   
In 1549 ontstond er een conflict met de hofstad Polanen, zijn leenheer: Dirk had grond laten afgraven om er bakstenen van te laten maken, maar had geen toestemming aan de leenheer gevraagd.   

### Beleg van Leiden
In augustus 1573 werd het kasteel preventief afgebrand vanwege het verwachte beleg van Leiden door de Spanjaarden. Toen het beleg daadwerkelijk was begonnen, legden de Spanjaarden een schans aan op de plek van de voormalige kalkoven, naast de ruïne van het kasteel. Deze schans werd de Waddingerschans genoemd. Na afloop van het beleg is het kasteel niet meer herbouwd en kreeg het terrein een agrarische functie.
In 1973, 1975 en 1988 is archeologisch onderzoek verricht. Vanaf 1990 is het voormalige kasteelterrein bebouwd geraakt met een woonwijk en parkeerterrein. 

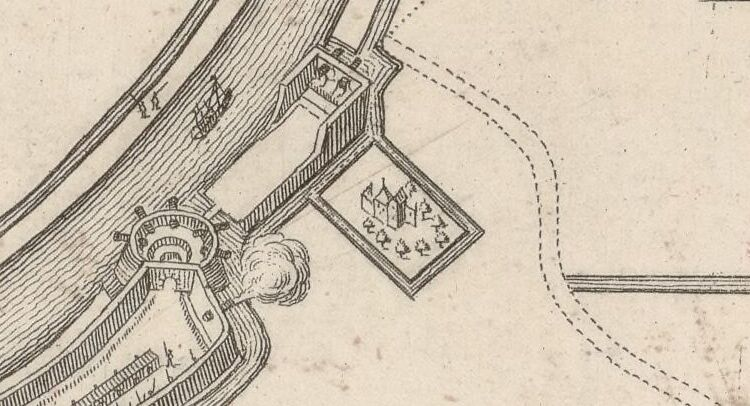
Het omgrachte Coebel op de kaart van Bilhamer (1573)

## Beschrijving
Het kasteel stond vlakbij het goed Ter Wadding, niet ver van de Oude Vliet, hetgeen de oorspronkelijke kasteelnaam Waddingsvliet verklaart. De naam Coebel is later aan het kasteel verbonden vanwege eigenaar Dirk Coebel.
Het ging om een gebouw van 8 bij 22 meter groot, omgeven door een gracht van vijf meter breed, en met een noord-zuidoriëntering. Er zijn drie bouwfasen te herkennen.
- Het eerste gebouw had funderingen van 50 centimeter breed en één meter diep.
- In de tweede bouwfase zijn de oude funderingen grotendeels vervangen door nieuwe funderingen die dieper en zwaarder waren uitgevoerd. Het huis is hierna op dezelfde locatie herbouwd. De reden voor de zwaardere funderingen en de nieuwbouw was waarschijnlijk een probleem met de gevels: aan de grachtzijden bolden de muren naar buiten toe vanwege de zware druk van de kleimassa aan de binnenzijde van het gebouw.
- In de derde bouwfase zijn de eindgevels herbouwd, maar grote delen van het bestaande pand zijn wel behouden gebleven.

Aan de zuidzijde van het kasteel was de toegangsbrug.

### Afbeeldingen
Er zijn geen tekeningen bekend van het kasteel, afgezien van enkele fantasierijke afbeeldingen. Wel zijn er schetsmatige aanduidingen op 16e-eeuwse kaarten. De kaart van Joost Jansz. Bilhamer uit 1573 laat een rechthoekig kasteel zien van enkele verdiepingen hoog dat bestaat uit drie kleinere bouwdelen met elk een eigen dak. Zowel de rechthoekige vorm van het kasteel als als de noord-zuidoriëntering komen overeen met de in de 20e eeuw teruggevonden fundamenten.
Abbenbroek · Abspoel · Adegeest · Slot Alkemade ·  Altena · Arkelsburg · Bellesteyn · Huis ten Berghe · Binckhorst · Binnenhof · Blijdestein · Te Blotinghe · Boekenburg · Boekhorst · Boshuysen · Bulgersteyn · Burcht (Leiden) · Burcht (Voorne) · Slot Capelle · Coebel · Cranenburg · Crayestein · Cronesteyn · Crooswijk · Develstein · 't Huys Dever · Dirks Steenhuis · Ter Does · Duivenstein · Duivenvoorde · Endegeest · Endepoel · Foreest · Giessenburg · Gravensteen · Groot Haesebroek · 's Heeraartsberg · Hof van Wateringen · Holy · Slot Honingen · Kasteel van de Heren van Arkel · Kasteel van Gouda · Keenenburg · Kasteel Keukenhof · Klein Poelgeest · Huis te Langerak · Langestein · Huis te Liesveld · Ter Lips · De Loo · Madeburcht · Marenburch · Meerburg · Huis te Merwede · Huis ter Mey · Kasteel van der Meye · Niemandsvriend · Noordeloos · Oud-Berendrecht · Oud-Poelgeest · Oud Teylingen · Paddenpoel · Persijn · Groot Poelgeest · Hof van Putten · Puttensteyn · Landgoed De Raephorst · Kasteel Ravesteyn · Kasteel van Rhoon · Rijnegom · Rijnenburg · Huis te Riviere · Rodenburg · Hofstad Rodenrijs · Rodenrijs · Rosenburgh · Huis Roucoop · Santhorst · Schelluinderberg · Schonenburg · Kasteel van Schoonhoven · Souburgh · Spangen · Starrenburg · Huis ter Specke · Steenvoorde · Stenevelt · Slot Teylingen · Den Toll · Torenvliet · Slot Valckesteyn · Huis ter Waard · Warmont · Ter Weer · Hof van Wena · Kasteel Westerbeek · Huis te Woude · Kasteel van IJsselmonde · 't Zand · Huis Zevender · Kasteel aan de Zevender · Zijlhof · Zonneveld · Huis Zuidwijk · Zwieten